# Pepita Carnicer
Pour les articles homonymes, voir Carnicer.
Pepita Carnicer, de son vrai nom Pepita Estruch i Pons, née à Copons le 28 décembre 1920 et morte le 10 mars 2011 à Paris, est une résistante républicaine espagnole.

## Biographie
Durant la guerre d'Espagne, elle est l'une des membres notables de l'organisation féministe Mujeres Libres, à laquelle a participé notamment Amparo Poch y Gascón.
À la suite de la victoire par la force des troupes nationalistes en 1939, elle doit franchir la frontière des Pyrénées lors de la Retirada.
Entre 1942 et 1944, elle participe à la résistance contre les nazis dans la zone de Chartres.
Elle rejoint à Paris le groupe des Mujeres Libres en exil, avec notamment Luz Continente, Helena Tamarit et Suceso Portales.
Elle décède à Paris, en 2011, à l'hôpital de la Pitié-Salpétrière.